# República Democrática de Yemen
La República Democrática de Yemen (en árabe: جمهورية اليمن الديمقراطية, Jumhūrīyat al-Yaman ad-Dīmuqrāṭīyah) fue proclamada en mayo de 1994. La RDY, que estableció su capital en Adén, estuvo liderada por el presidente Ali Salim al-Beidh y el primer ministro Haidar Abu Bakr al-Attas. El nuevo Estado no obtuvo reconocimiento internacional alguno, pero despertó el apoyo de Arabia Saudí por su posición. Sus líderes, asimismo, pertenecían al Partido Socialista de Yemen (PSY), así como también eran personalidades políticas de la antigua República Democrática Popular de Yemen, como Abdallah al-Asnaj, que estuvo fuertemente opuesto al gobierno de partido único del PSY en Yemen del Sur.
A la secesión siguieron semanas de fuertes combates, producida el 27 de abril, que se prolongaron desde el 21 de mayo de 1994 hasta el 7 de julio de 1994. La guerra civil terminó con la caída de las fuerzas de la RDY ante el Ejército noryemení en la ciudad de Adén.